# Ivan Fanelli
Pour les articles homonymes, voir Fanelli.
Ivan Fanelli est un coureur cycliste italien, né le 13 octobre 1978 à Bari. Il est professionnel de 2003 à 2008.
Son frère Antonio et son beau-frère Timothy Jones sont également des coureurs cyclistes.

## Palmarès

### Palmarès amateur
- 1996
  - Giro della Castellania
- 1997
  - 3e de Vicence-Bionde
- 1999
  - 2e du Gran Premio La Torre
  - 3e du Trophée Adolfo Leoni
- 2001
  - Gran Premio Vivaisti Cenaiesi
  - Gran Premio San Basso
  - Trophée David Susini
  - 2e du Circuito Valle del Resco
- 2002
  - 5e étape du Tour des Marches
  - 2e étape du Cinturón a Mallorca
  - Trofeo Sportivi di Briga
  - Gran Premio Comune di Cerreto Guidi
  - Circuit de Cesa
  - 1re et 3e étapes du Tour de Toscane espoirs
  - 2e du Piccola Sanremo

### Palmarès professionnel
- 2004
  - 1re étape du Tour des Abruzzes
- 2006
  - 1re étape du Tour d'Estrémadure
- 2007
  - 2e et 4e étapes du Tour des Abruzzes
  - 1reb et 7e étapes du Tour de Serbie
- 2008
  - 1re étape de l’Istrian Spring Trophy
  - 1reb étape du Tour du Maroc
  - 3e étape du Tour du Mexique

## Classements mondiaux
| Année            | 2005 | 2006 | 2007 | 2008 | 2009 |
| ---------------- | ---- | ---- | ---- | ---- | ---- |
| UCI Africa Tour  |      |      |      | 68e  |      |
| UCI America Tour | 317e |      | 315e | 96e  | 198e |
| UCI Europe Tour  | 484e | 476e | 162e | 362e |      |